# Henri Désiré Landru
Henri Désiré Landru (París, 12 de abril de 1869 - Versalles, 25 de febrero de 1922) fue un famoso asesino en serie francés, también conocido como el «Barba Azul de Gambais», «Barba Azul francés» o «moderno Barba Azul». Estafó a poco menos de 300 mujeres y asesinó a 11, como mínimo.

## Biografía

### Sus primeros años
Landru nació en una modesta familia obrera parisina. Su padre, hombre recto y religioso, trabajaba como fogonero en una fundición industrial mientras que su madre era costurera. El pequeño Henri demostró ser un gran estudiante, con grandes ambiciones. 
En 1889, se vio forzado a casarse con su prima hermana Marie Reny a causa de un embarazo no deseado. Tuvo cuatro hijos con ella. Durante esa época, Landru trató en un principio de ganarse la vida como vigilante de garaje y administrativo, pero el afán de lograr un nivel de vida más alto lo llevó a la delincuencia. Entre 1902 y 1914, cometió algunos delitos menores que le valieron tres penas de cárcel sucesivas, lo que acarreó el suicidio de su padre, quien avergonzado por el comportamiento de su hijo, se ahorcó en un árbol del Bois de Boulogne.
Una tarde de 1909, Landru acudió a la cita de una viuda llamada Madame Izoret, quien en un anuncio de prensa ofrecía su patrimonio a cambio de un esposo que le hiciera compañía. El estafador se presentó en su casa y le ofreció compañía a base de promesas vanas para luego llevarse 20.000 francos. Con el tiempo, Madame Izoret empezó a sospechar hasta que denunció al estafador, que fue arrestado. Durante esa condena por estafa, Landrú vendría a prefigurar una de las facetas con los que más tarde desarrollaría sus planes criminales, madurando la posibilidad de seguir siendo el perfecto compañero de viudas solitarias pero asesinándolas para que no pudieran acusarlo. 
En 1914, Landru escapa de una condena de varios años por el último de sus fraudes. La escasez de pruebas, sus diferentes personalidades y el estallido de la Gran Guerra favorecieron su huida.

### Nace el asesino
La Primera Guerra Mundial le proporcionó a Landru la oportunidad de refinar su talento de consolador de jóvenes viudas. Dado que las bajas que a diario se producían en el frente de batalla aumentaba constantemente el número de viudas, quienes colocaban en los periódicos anuncios matrimoniales, Landru comprendió que un hombre como él, atractivo y joven aún, podía aprovecharse de esta situación. 
Y así fue como el futuro asesino volvió a publicar anuncios en la prensa. El de mayor impacto fue uno que apareció en Le Journal en el que decía: "Viudo, dos hijos, cuarenta y tres años, solvente, afectuoso, serio y en ascenso social desea conocer a viuda con deseos matrimoniales". En seguida centenares de mujeres respondieron a su propuesta. Landru fue descartando a todas aquellas con pocas posibilidades. A las otras, les enviaba una respuesta para recoger más información y asegurarse de la rentabilidad del idilio.
La primera seleccionada fue Jeanne Cuchet, una hermosa mujer de 39 años, con un hijo de diecisiete (André) y unos 5.000 francos ahorrados. Landru alquiló un piso en el barrio de Vernouillet y adoptó la identidad de Raymond Diard, inspector de correos, proveniente de Lille debido a la ocupación alemana. Este «Barba Azul» fue un excelente y educado pretendiente que evidentemente prometió matrimonio a Madame Cuchet. Pero, en enero de 1915, cuando empezaron sus sospechas, madre e hijo desaparecieron para siempre. Landru los descuartizó en el pequeño apartamento para luego quemarlos en la chimenea. 
Posteriormente, Landru continuó con su método delictivo. Alquiló una casa en las afueras de París. Allí iba invitando a sus sucesivas conquistas, bajo la promesa de matrimonio. Consiguió su segunda víctima. De nuevo una viuda con más dinero que la anterior, Madame Laborde-Line. Con ella siguió la misma técnica que con Madame Cuchet, se presentó como Dupont, empleado del servicio secreto, y al tiempo le propuso que se marchara a vivir fuera de París quedándose él con sus ahorros para invertirlos en aquella desastrosa época de guerra. Poco después, Madame Laborde-Line sería asesinada e incinerada en el salón de la casa parisina.

### Traslado a Gambais
Landru vivía feliz sus nuevas riquezas al tiempo que no levantaba sospecha por sus crímenes. Pero el hecho de cambiar constantemente de casa suponía un fastidio por el hecho de dar constantes explicaciones tanto al casero y a los vecinos por su marcha como a su propia mujer por sus constantes idas y venidas. Así que alquiló una casa en la localidad de Gambais, a la que llamó "Ermitage". 
De 1914 a 1918, Landru siguió con sus fechorías. Invitaba a viudas para prometerles matrimonio y, cuando tenía asegurado la plena disposición del dinero para "inversiones futuras", las asesinaba y las quemaba en el horno de la casa. 
Mientras todo eso pasaba, llevaba una vida casi normal. Visitaba a sus hijos con frecuencia, mostrándose con ellos como padre atento y a su esposa le hacía regalos carísimos.

### Barba Azul es descubierto
Pero, una vez acabada la guerra, los parientes empezaron a buscar a sus desaparecidos. Ese fue el caso de los familiares de Madame Collomb, que enviaron una carta al alcalde de Gambais, solicitando cualquier tipo de información sobre su pariente, a la que se había visto en ese pueblo en compañía de un tal Dupont. 
Pero no fue hasta la intervención del inspector Belin, cuando el cerco a Landru empezó a estrecharse. La clave la dio la hermana de Madame Buisson que acudió a la policía cuando se cruzó con el "pretendiente" de su hermana desaparecida comprando obras de arte en una tienda de Rue de Rivoli. La policía interrogó al comerciante y encontró que Désiré, había dejado su tarjeta "Lucien Guillet, 76, Rue Rochechouart". Allí se dirigió la policía para detener al asesino el 11 de abril de 1919 en compañía de su nueva "amante", la actriz Fernande Segret. 
Una vez en la prefectura se pudo conocer la auténtica identidad del asesino gracias a una agenda. En ella, también se pudieron encontrar once nombres, cuatro de ellos coincidían con desapariciones ya constatadas y también, con una meticulosidad asombrosa de ahorrador compulsivo, los precios de los boletos de ferrocarril de París a Gambais. 
El 29 de abril, Landru, acompañado de los gendarmes, viajó a Gambais. Allí se pudieron encontrar 295 huesos humanos semicarbonizados, un kilo y medio de cenizas y 47 piezas dentales de oro que Landru guardaba en un cajón. Poco después, se pudo confirmar que el psicópata había vendido ropas, muebles y enseres de sus víctimas. 
El juicio de Landru duró unos dos años y fue uno de los más sonados del París de entreguerras. Su defensor fue Vincent de Moro-Giafferi, el mejor litigante de París y que defendería más tarde a Herschel Grynszpan; Moro-Giafferi no confiaba demasiado en su defendido sobre todo porque a su criterio no entendía que más le valía mantenerse en silencio, y además aunque lograra una absolución completa por los asesinatos ya recaía sobre Landru la condena por estafa en 1914, que no pudo llevarse a cabo por el inicio de la guerra, que consistía en trabajos forzados y el exilio a la colonia francesa de Nueva Caledonia, algo a lo que no sobreviviría con su mala salud. Aunque reconoció haberlas engañado, jamás confesó la autoría de los asesinatos. Al final, el 30 de noviembre de 1921 sería condenado tan solo por once asesinatos probados, aunque la policía calculó entre 117 y 300 el número de mujeres asesinadas por Barba Azul. El 25 de febrero de 1922, Landru fue guillotinado en la cárcel de Versalles.
En 1963, se descubrió por casualidad una carta de Landru en la que reconocía ser el autor de los crímenes.

## Versiones cinematográficas
En 1947, Charles Chaplin hizo una película inspirada en la vida de Henri Landru, llamada Monsieur Verdoux.
En 1963, el mismo año en que se descubrió la carta, la vida de este psicópata fue llevada al cine en una famosa película llamada "Landrú", dirigida por Claude Chabrol.
En 2018 se estrena en Argentina Henri, el «barba azul» de Gambais obra de teatro escrita por Víctor Dupont y protagonizada por Gustavo De Filpo en el rol de Landru.